# Lesbophobie

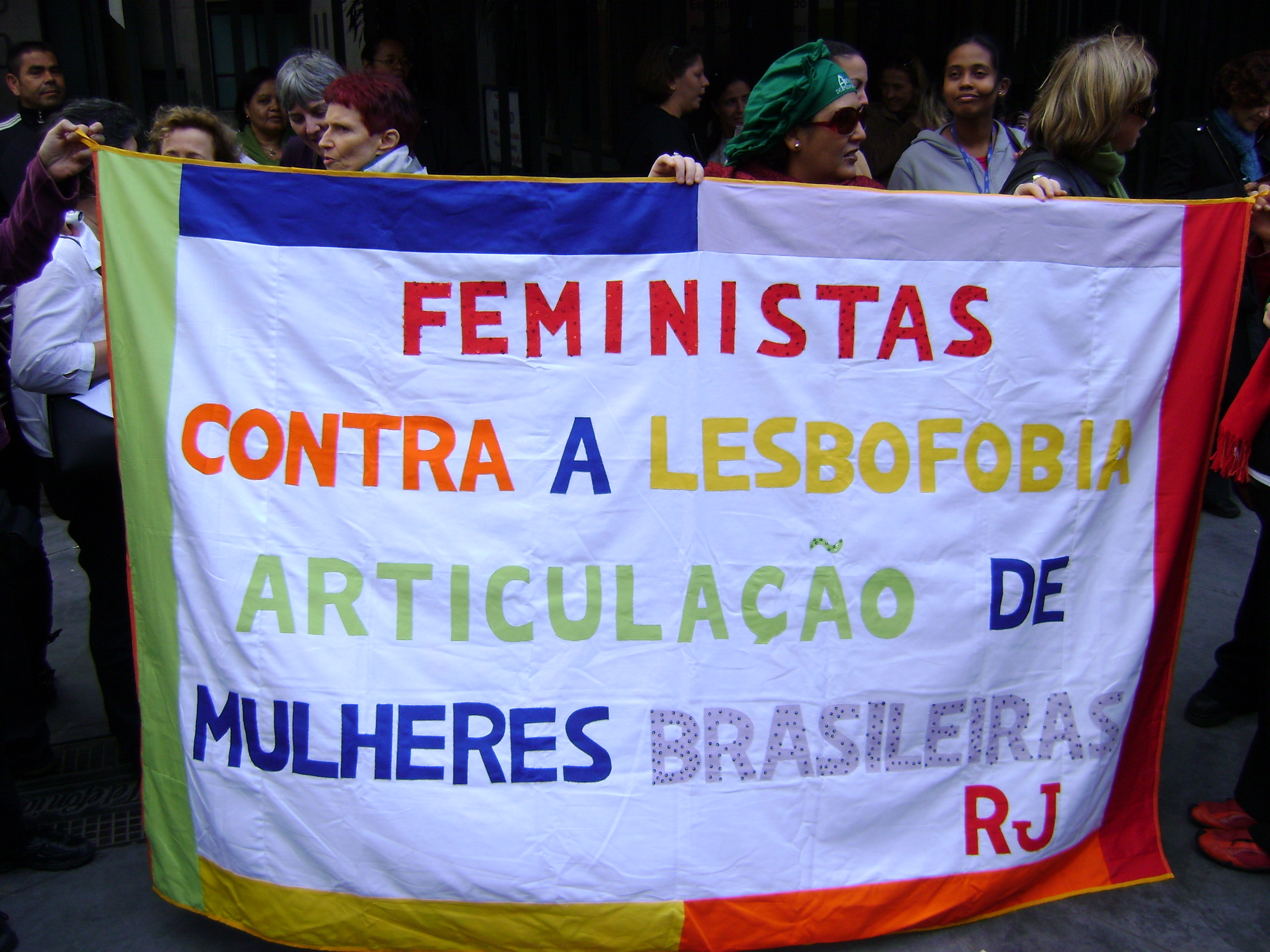
Protestaktion gegen Lesbophobie auf der Caminhada lésbica (São Paulo 2009)

Lesbophobie ist ein sich mit Homophobie und Queerfeindlichkeit überschneidendes, sexistisches Verhalten gegenüber lesbischen Frauen, welches durch eine doppelte Diskriminierung von Frauen, sowohl aufgrund ihrer Homosexualität als auch aufgrund ihres Geschlechts, charakterisiert ist. Diese zeigt sich zum einen in der Diskriminierung aufgrund der sexuellen Orientierung, zum anderen in der Diskriminierung als Frau (Intersektionalität). Nach feministischer Auffassung würden im Unterschied zu lesbischen Frauen schwule Männer von sogenannten „männlichen Privilegien“ profitieren. Lesbophobie umfasst vielfältige Formen negativer Einstellungen gegenüber lesbischen Frauen als ein Individuum, als Paar oder als Gesellschaftsgruppe. Basierend auf den Kategorien des sozialen Geschlechtes oder des biologischen Geschlechtes, der sexuellen Orientierung, der lesbischen Identität sowie der Art des Ausdruckes der Geschlechtsidentität äußert sich diese Ablehnung in Vorurteilen, Diskriminierung und seelischem Missbrauch, welche zudem auch verächtliche bis feindselige Haltungen bzw. Gefühle beinhaltet. Die Professorin für Rechtswissenschaften der Universität Ottawa, Cynthia Petersen, schließt „die Angst von Frauen vor der Liebe zu anderen Frauen, ebenso wie die Angst von Männern, nicht von Frauen geliebt zu werden“, in den Begriff der Lesbophobie mit ein.

## Etymologie und verwandte Begriffe
Im Englischen taucht das Adjektiv anti-lesbian vereinzelt seit 1981 und dann ab 1987 auf. Das Substantiv lesbophobia wird seit 1994 verwendet.
Während einige ausschließlich den allgemeineren Ausdruck Homophobie gebrauchen, um diese Art von Vorurteil oder Verhalten zu beschreiben, bezweifeln andere die genaue Widerspiegelung der spezifischen Anliegen lesbischer Frauen durch die Begriffe „homosexuell“ und „Homophobie“. Insbesondere vertreten manche Lesben das Argument, die doppelte Diskriminierung sowohl klassischer Homophobie als auch klassischen Sexismus zu erfahren. Gleichermaßen könnten bisexuelle Frauen die Bezeichnung „Biphobie“ zur Beschreibung von Vorurteilen oder Missbrauch bevorzugen, mit welcher sie aufgrund ihrer bisexuellen Identität und ihres Verhaltens in Berührung kommen, genauso wie trans Menschen eher das Wort „Transphobie“ im Gebrauch vorzögen.

## Ausmaß von Lesbophobie
Die Vorstellung, Lesben seien gefährlich, während Heterosexualität als natürlich, normal und instinktiv gelte, ist ein gängiges Beispiel lesbophobischer Ansichten, welche als „heteronormativ“ eingestuft werden, da sie davon ausgehen, dass Heterosexualität dominant, vorherbestimmt und normal sei und andere sexuelle oder partnerschaftliche Verhältnisse abnormal und unnatürlich seien. Ein als lesbophobisch angesehenes Stereotyp ist, dass Athletinnen stets oder überwiegend Lesben seien.

## Formen von Lesbophobie

### Studie zur Lesbophobie in Frankreich
Die Association nationale de lutte contre la lesbophobie, la gayphobie, la biphobie et la transphobie hat zwischen 2003 und 2004 eine Befragung in Frankreich unter lesbischen Frauen durchgeführt mit dem Ziel, die Konturen von Lesbophobie, einer speziellen Erscheinungsform im Zusammenhang mit Homophobie, konkreter herauszuarbeiten. Von Interesse waren insbesondere der gesellschaftliche Kontext, in dem Lesbophobie in Erscheinung tritt, die spezifische Ausdrucksform von Lesbophobie sowie Risikoprofile betroffener Frauen.
63 Prozent der befragten Frauen gaben an, bisher Lesbophobie erfahren zu haben. Bezogen auf die Gesamtmenge der Befragten wurde deutlich, dass die Mehrheit lesbophober Angriffe sich im Alltagsleben in Form von Beleidigungen ereigneten (45 Prozent). Öffentliche Plätze wurden hier am häufigsten erwähnt. Als wesentlicher Auslöser wurde das gemeinsame Auftreten mit der Partnerin benannt. Innerhalb der Familie gaben 44 Prozent der Frauen an, von Homophobie betroffen zu sein. Dies äußert sich vor allem durch ein allgemeines Unverständnis gegenüber der sexuellen Orientierung. Von einer generellen Zurückweisung berichteten hier 20 Prozent, von Beleidigungen 13 Prozent. Im Freundeskreis sehen sich 24 Prozent der Frauen von lesbophoben Verhaltensweisen betroffen. Die Reaktionen manifestieren sich vor allem in Unverständnis mit der diesbezüglichen Lebensführung (13 Prozent), allgemeiner Ablehnung (20 Prozent) und Mobbing (1 Prozent). Im Kontext des Arbeitsplatzes gaben 24 Prozent an, lesbophobe Verhaltensweisen erlebt zu haben. Diese gingen gewöhnlich von Kollegen aus und äußerten sich am meisten im Streuen von Gerüchten als auch offenem Spott. Bezüglich Nachbarschaftsbeziehungen nannten 18 Prozent diesbezügliche Erfahrungen, welche am häufigsten in Form von Beleidigungen, Diffamierungen und Drohungen stattfanden. Im Kontext von Einkauf und Nutzen von Dienstleistungen gaben 12 Prozent, im Zusammenhang mit dem Gesundheitswesen 10 Prozent der befragten Frauen entsprechende Vorfälle an. 7 Prozent zeigten sich in Bezug auf das Wohn-/Mietverhältnis betroffen. Im Kontakt mit Behörden und Verwaltung gaben 6 Prozent, mit der Polizei 3 Prozent und der Justiz 2 Prozent lesbophobe Erfahrungen an.
Die Ergebnisse der Studie machten deutlich, dass lesbophobische Äußerungen nicht isoliert in dem und auf den Lebenskontext, in dem sie auftreten, beschränkt bleiben. Ein einmaliger Vorfall erhöht die Wahrscheinlichkeit, dass weitere Vorkommnisse im gleichen Lebensbereich stattfinden als auch auf andere Zusammenhänge übergreifen. Durchschnittlich wurden von jeder Frauen drei Lebensbereiche benannt, in der sie lesbophoben Verhaltensweisen ausgesetzt war. Einige Frauen beschrieben, dass sich ihr gesamtes Leben in einer Atmosphäre drückender Lesbophobie abspiele. Eine Häufung lesbophober Angriffe kann für das Individuum deutliche psychosoziale Folgen nach sich ziehen. So wurde im Kontext früherer Untersuchungen festgestellt, dass erlebte Lesbophobie mit einem Anstieg von Suizidalität gekoppelt ist.
Im Bereich Alltagsleben und Freundeskreis besitzen Pariserinnen und Frauen unter 25 Jahren das höchste Risiko, von Lesbophobie betroffen zu werden. Im Berufsleben sind besonders Frauen über 35 Jahre gefährdet. Für das Risiko, im Kontext Familie Lesbophobie zu erfahren, konnten keine relevanten Merkmale festgestellt werden.

### Lesbophobische Gewalt
Lesbophobie drückt sich des Öfteren durch Gewaltsverbrechen, einschließlich „korrigierender Vergewaltigung“ und sogar Mord aus. In Südafrika wurde die Lesbenaktivistin Sizakele Sigasa aus Soweto mit ihrer Partnerin, Salome Masooa, im Juli 2007 in einem Angriff vergewaltigt, gefoltert und ermordet. Lesbische Gay-Rights-Organisationen, einschließlich der Dachorganisation Joint Working Group, beurteilten diesen Angriff als lesbophobisch motiviert. Zwei weitere Vergewaltigungen bzw. Morde ereigneten sich in Südafrika zuvor im Sommer 2007: Das Mitglied einer HIV-Hilfsorganisation, Simangele Nhlapo, wurde im Juni zusammen mit ihrer zweijährigen Tochter vergewaltigt und ermordet. Außerdem wurde die 16-jährige Madoe Mafubedu vergewaltigt und erstochen.
2006 wurde die 19-jährige Zoliswa Nkonyana in der Schwarzensiedlung Khayelitsha Kapstadts von ungefähr 20 jungen Männern zu Tode geknüppelt und getreten. Auch die Banyana-Banyana-Fußballspielerin, Eudy Simelane, wurde in Südafrika vergewaltigt und ermordet.
Die Leiterin des Beirates für nachbarschaftliche Beziehungen zur Gemeinde, Zanele Muholi, berichtet von 50 aufgezeichneten Vergewaltigungsfällen des vergangenen Jahrzehntes unter Einbeziehung schwarzer Lesben in sogenannten Townships (→ von Schwarzen bewohnte Stadtsiedlungen). „Das Problem besteht vor allem im Patriarchat. Die Männer, welche derartige Verbrechen verüben, betrachten die Vergewaltigung als heilend und als einen Versuch, den Frauen ihren Platz in der Gesellschaft zu zeigen.“, erklärt sie.